# Reino Unido en los Juegos Olímpicos de la Juventud
Reino Unido ha participado en los Juegos Olímpicos de la Juventud en todas las ediciones desde los Juegos inaugurales de 2010 y ha ganado medallas en todas las ediciones.

## Medallero

### Juegos Olímpicos de la Juventud de Verano
| Año   | Atletas        | Medalla de oro | Medalla de plata | Medalla de bronce | Total          | Pos.           |
| ----- | -------------- | -------------- | ---------------- | ----------------- | -------------- | -------------- |
| 2010  | 39             | 3              | 1                | 5                 | 9              | 17             |
| 2014  | 33             | 5              | 5                | 10                | 20             | 11             |
| 2018  | 43             | 3              | 4                | 5                 | 12             | 18             |
| 2026  | Por determinar | Por determinar | Por determinar   | Por determinar    | Por determinar | Por determinar |
| Total | 115            | 11             | 10               | 20                | 41             | 16             |

### Juegos Olímpicos de la Juventud de Invierno
| Año   | Atletas        | Medalla de oro | Medalla de plata | Medalla de bronce | Total          | Pos.           |
| ----- | -------------- | -------------- | ---------------- | ----------------- | -------------- | -------------- |
| 2012  | 24             | 0              | 1                | 0                 | 1              | 24             |
| 2016  | 16             | 2              | 0                | 2                 | 4              | 14             |
| 2020  | 28             | 0              | 1                | 0                 | 1              | 27             |
| 2024  | Por determinar | Por determinar | Por determinar   | Por determinar    | Por determinar | Por determinar |
| Total | 68             | 2              | 2                | 2                 | 5              | 18             |

### Medallas por deporte de Verano
| Deporte               | Medalla de oro | Medalla de plata | Medalla de bronce | Total |
| --------------------- | -------------- | ---------------- | ----------------- | ----- |
| Atletismo             | 0              | 0                | 2                 | 2     |
| Boxeo                 | 3              | 0                | 3                 | 6     |
| Buceo                 | 0              | 1                | 0                 | 1     |
| Ciclismo              | 0              | 0                | 1                 | 1     |
| Gimnasia              | 4              | 7                | 6                 | 17    |
| Karate                | 0              | 0                | 1                 | 1     |
| Natación              | 1              | 3                | 3                 | 7     |
| Navegación            | 0              | 0                | 3                 | 3     |
| Pentatlón moderno     | 0              | 1                | 0                 | 1     |
| Remo                  | 1              | 0                | 0                 | 1     |
| Taekwondo             | 1              | 0                | 2                 | 3     |
| Triatlón              | 1              | 0                | 0                 | 1     |
| Totales (12 deportes) | 11             | 12               | 21                | 44    |

### Medallas por deporte de Invierno
| Deporte              | Medalla de oro | Medalla de plata | Medalla de bronce | Total |
| -------------------- | -------------- | ---------------- | ----------------- | ----- |
| Bobsleigh            | 0              | 1                | 1                 | 2     |
| Esquí acrobático     | 1              | 1                | 1                 | 3     |
| Skeleton             | 1              | 0                | 0                 | 1     |
| Totales (3 deportes) | 2              | 2                | 2                 | 6     |